# Tête de Ferret
La Tête de Ferret (pron. fr. AFI: [tɛt də fɛʁɛ]; 2.714 m s.l.m.) è una montagna delle Alpi del Grand Combin nelle Alpi Pennine. Si trova nei pressi del Col Ferret e sul confine tra l'Italia e la Svizzera.

## Caratteristiche
La montagna si trova tra il Petit col Ferret ed il Col du Grand Ferret (detto anche più semplicemente Col Ferret). Il Petit col Ferret riveste grande importanza al punto di vista orografico perché separa le Alpi Graie dalle Alpi Pennine. Il Col du Grand Ferret è invece di accesso molto più facile.

## Accesso alla vetta

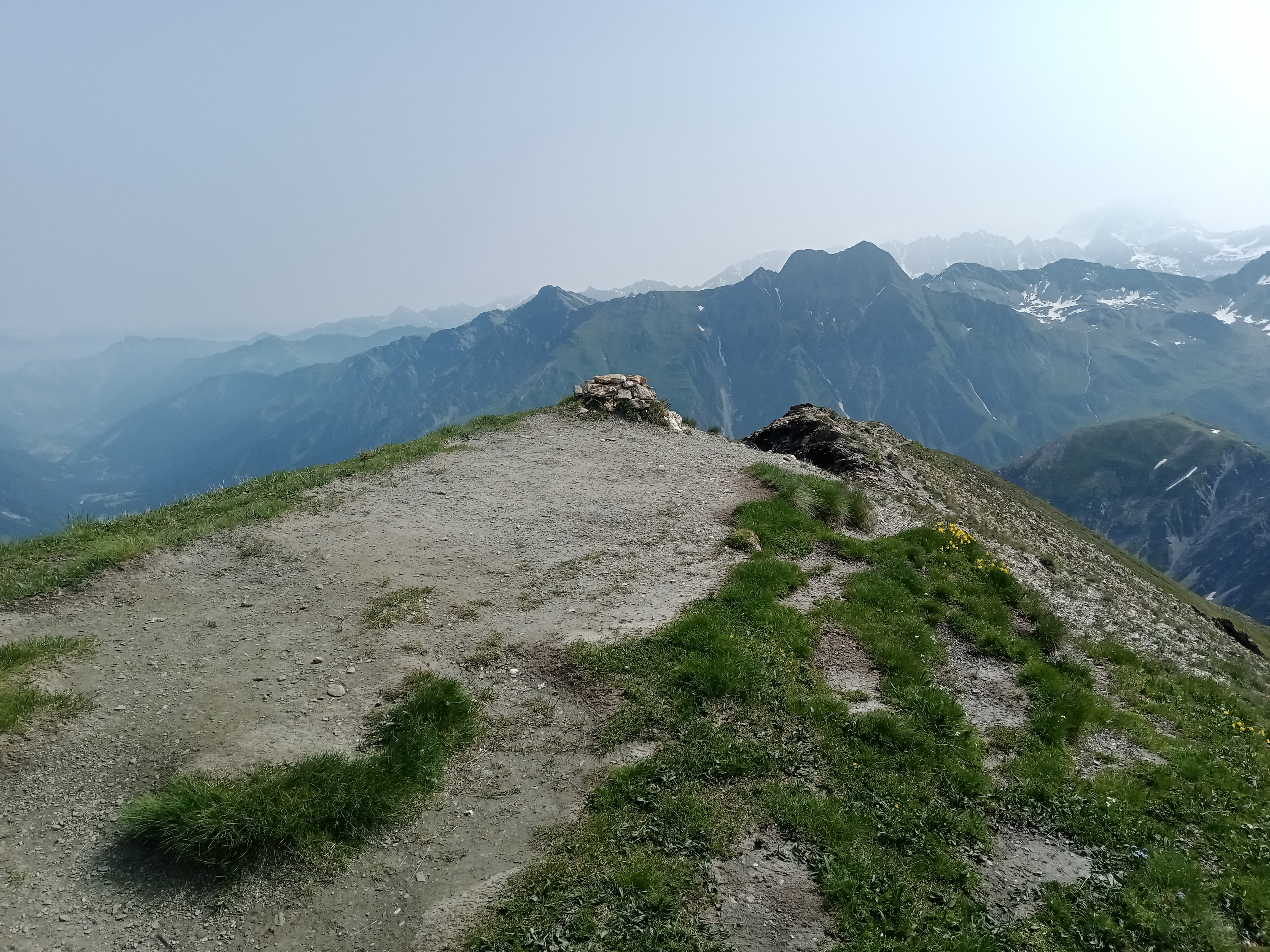
La vetta della montagna.

La vetta è accessibile per sentiero partendo dal rifugio Elena e passando per il col Ferret.